# Justicia pilosa
Justicia pilosa là một loài thực vật có hoa trong họ Ô rô. Loài này được (Ruiz ex Nees) Lindau mô tả khoa học đầu tiên năm 1895.